# (10815) Östergarn
(10815) Östergarn, désignation internationale (10815) Ostergarn, est un astéroïde de la ceinture principale.

## Description
(10815) Ostergarn est un astéroïde de la ceinture principale. Il fut découvert le 19 mars 1993 à La Silla par le programme UESAC. Il présente une orbite caractérisée par un demi-grand axe de 3,13 UA, une excentricité de 0,17 et une inclinaison de 3,3° par rapport à l'écliptique.

## Compléments